# Phlomis herba-venti
Il salvione roseo (nome scientifico Phlomis herba-venti L., 1753) è una piccola pianta erbacea perenne dai fiori labiati appartenente alla famiglia delle Lamiaceae.

## Etimologia
Il nome generico (Phlomis) deriva dalla parola greca "phlogoj" o "phlogmis" ( = fiamma, fuoco); probabilmente in passato le foglie pelose di qualche pianta simile sono state utilizzate come stoppini. Linneo (1707 – 1778), biologo e scrittore svedese considerato il padre della moderna classificazione scientifica degli organismi viventi, è stato il primo in tempi moderni a utilizzare questo nome probabilmente trasferito dal Tassobarbasso, descritto anticamente da Dioscoride (Anazarbe, 40 circa – 90 circa) medico, botanico e farmacista greco antico che esercitò a Roma ai tempi dell'imperatore Nerone, perché molto simile nelle foglie cotonose delle specie di questa voce. L'epiteto specifico (herba-venti) deriva dal latino e significa "erba del vento" o "delle steppe".
Il nome scientifico della specie è stato definito da Linneo nella pubblicazione "Species Plantarum - 2: 586" del 1753.

## Descrizione

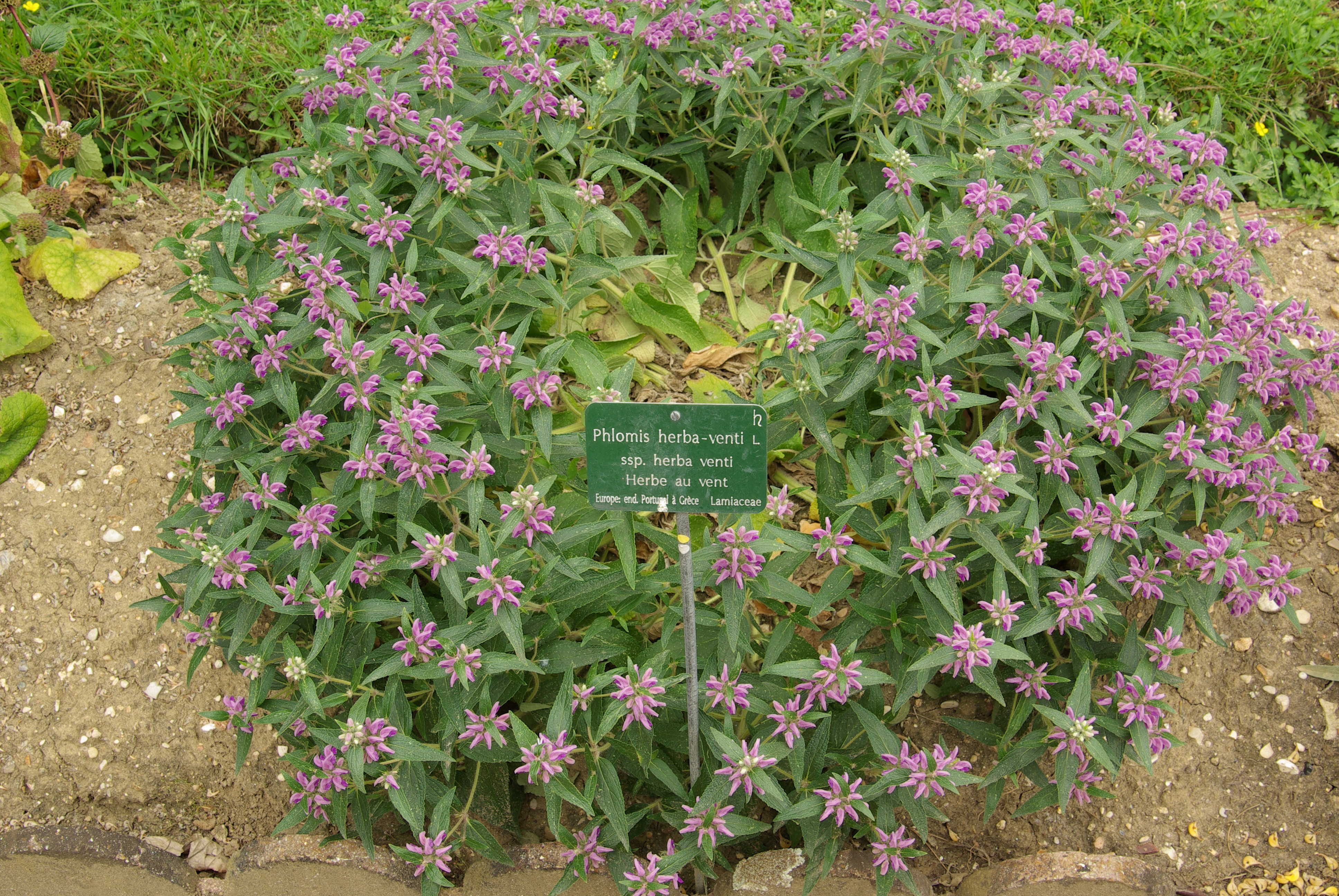
Il portamento

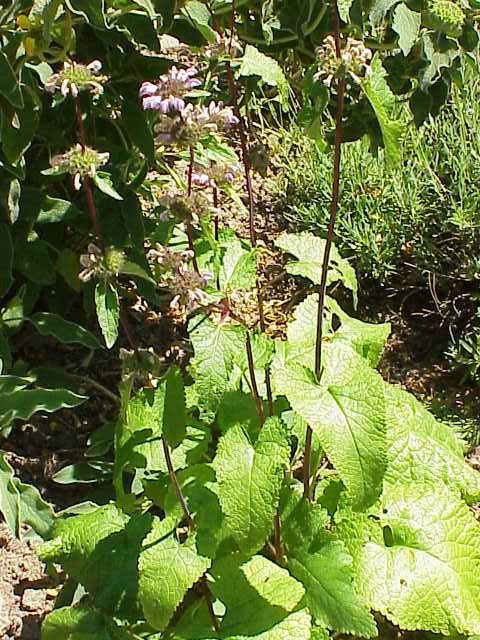
Le foglie

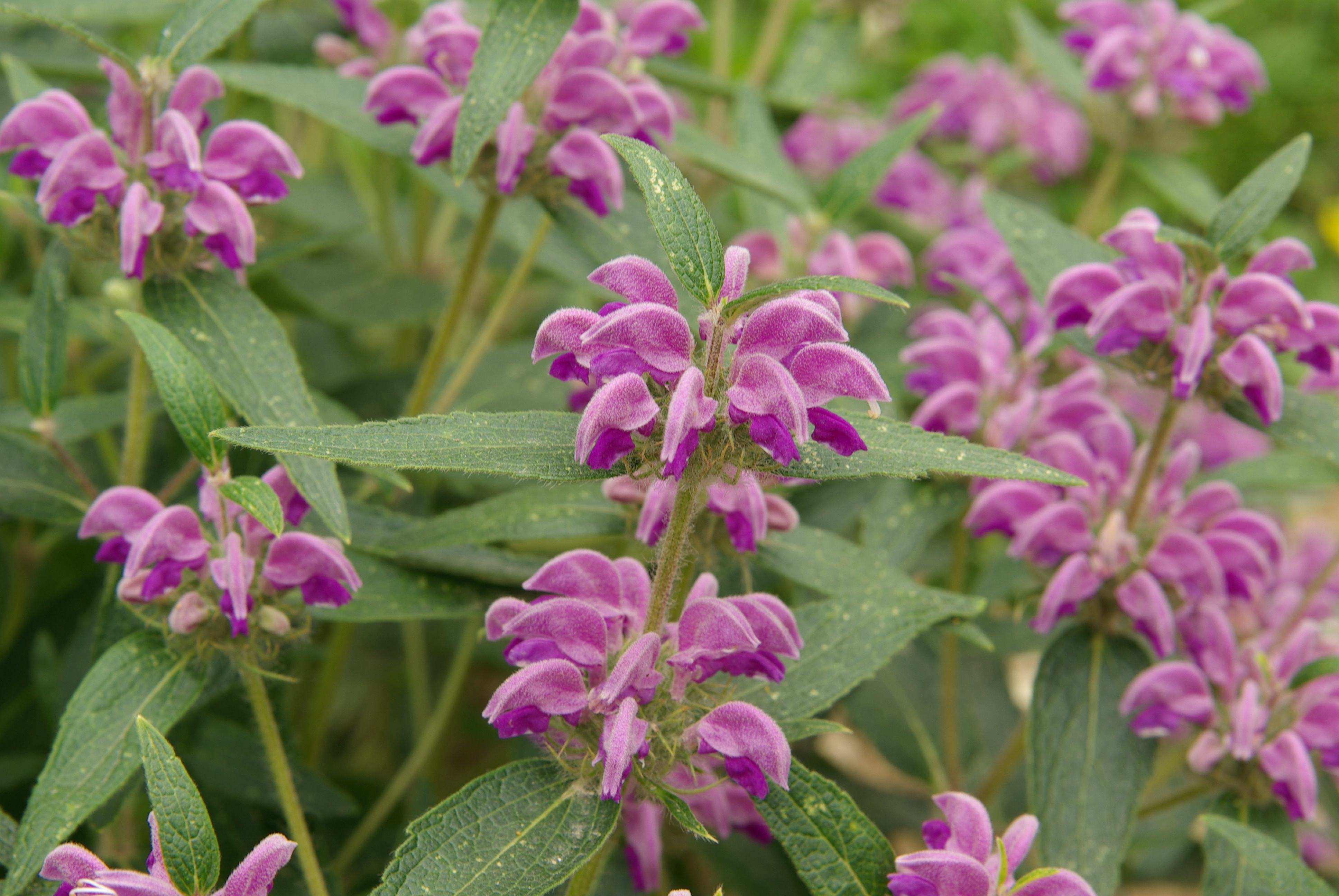
Infiorescenza

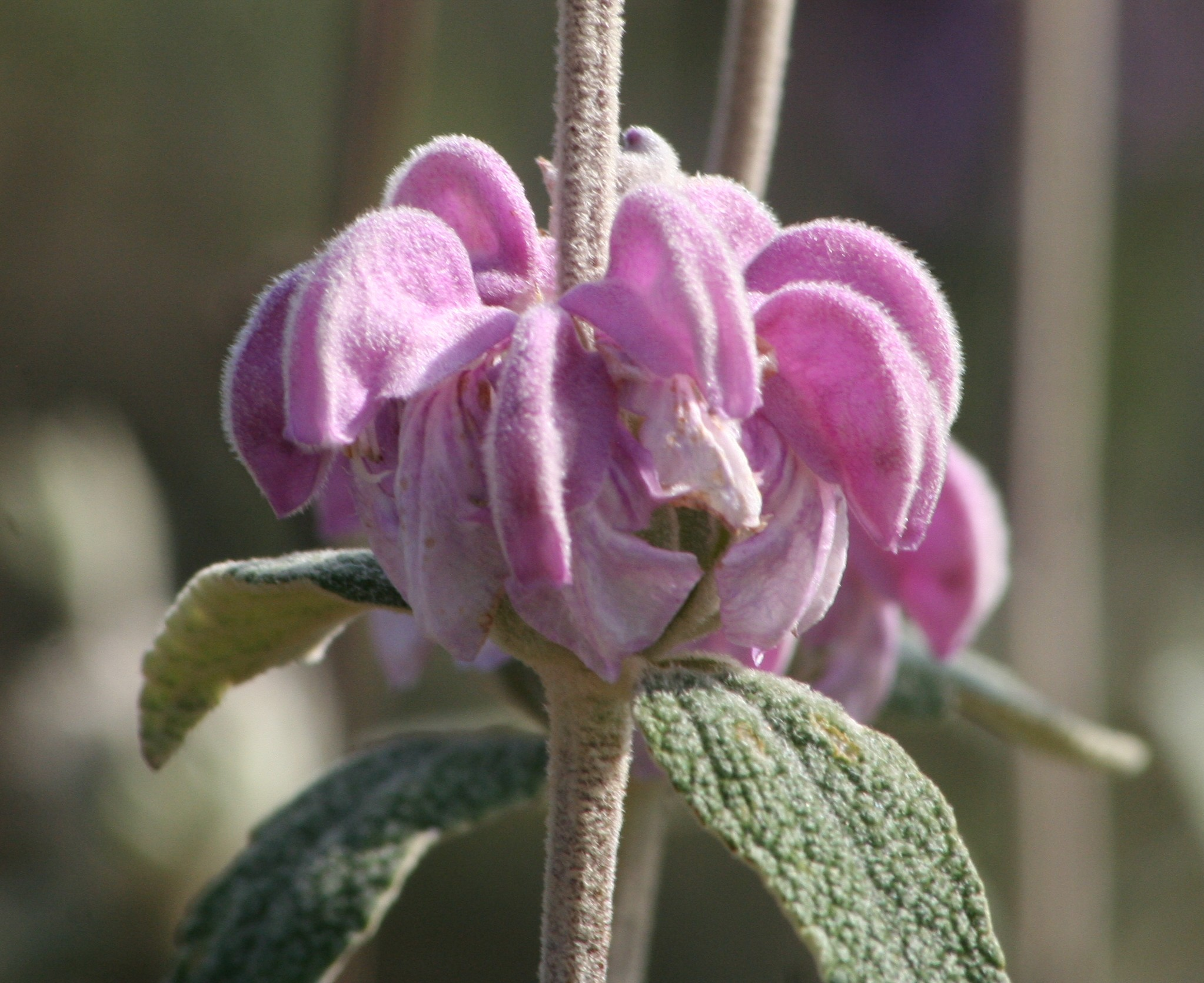
I fiori

Queste piante raggiungono una altezza di 2 - 6 dm. La forma biologica è emicriptofita scaposa (H scap), ossia in generale sono piante erbacee, a ciclo biologico perenne, con gemme svernanti al livello del suolo e protette dalla lettiera o dalla neve e sono dotate di un asse fiorale eretto e spesso privo di foglie.

### Radici
Le radici sono secondarie da rizoma.

### Fusto
La parte aerea del fusto è eretta e ramosa. L'indumento è formato da peli semplici patenti lunghi 1 – 2 mm. Il fusto ha una sezione quadrangolare a causa della presenza di fasci di collenchima posti nei quattro vertici, mentre le quattro facce sono concave.

### Foglie
Le foglie lungo il fusto sono disposte in modo opposto e si dividono in basali e cauline con lamina intera, bordi appena dentati e superficie rugosa. Quelle basali hanno un picciolo lungo 1 – 5 cm e una lamina a forma lanceolata la cui larghezza massima si trova a circa 1/3 dalla base; la faccia abassiale è grigia. Quelle cauline sono sessili con base arrotondata, troncata o cordata. Dimensione delle foglie basali: larghezza 3 – 4 cm; lunghezza 8 – 11 cm. Dimensione delle foglie cauline: larghezza 8 – 15 mm; lunghezza 30 – 50 mm.

### Infiorescenza
L'infiorescenza di tipo tirsoide è portata in vari verticilli sovrapposti lungo il fusto. Ogni verticillo è composto da più fiori (8 - 12) sessili disposti circolarmente e poggianti all'ascella di due grandi foglie normali (superanti di gran lunga l'infiorescenza) lievemente staccate dall'infiorescenza vera e propria e più o meno picciolate. Le foglie del verticillo seguente sono disposte in modo alternato. Sono presenti anche delle brattee lesiniformi. 

### Fiore
I fiori sono ermafroditi, zigomorfi, tetrameri (4-ciclici), ossia con quattro verticilli (calice – corolla - androceo – gineceo) e pentameri (5-meri: la corolla e il calice sono a 5 parti). Sono inoltre omogami (autofecondanti).
- Formula fiorale. Per la famiglia di queste piante viene indicata la seguente formula fiorale:

X, K (5), [C (2+3), A 2+2] G (2), (supero), drupa, 4 nucule
- Calice: il calice, gamosepalo è persistente con forme tubulose; termina con 5 lobi uguali (calice attinomorfo) dalle forme di tipo triangolare-acuminato quasi lesiniformi. La superficie del calice è percorsa da 5 - 10 nervi. Lunghezza del tubo: 9 mm. Lunghezza dei denti: 3 – 5 mm.
- Corolla: la corolla, gamopetala e zigomorfa, alla base ha la forma di un tubo e termina con due evidenti labbra con 4 lobi totali (raggruppamento 1/3). Il labbro superiore (quello posteriore) ha la forma di un cappuccio (profondamente concavo) spesso barbuto con peli semplici ai margini; quello inferiore è più o meno patente, e termina con due lobi arrotondati, interi e dai bordi crenati molto ravvicinati alla base del cappuccio (la fessura è di 3 mm tra le due labbra). Il colore della corolla è purpureo (pallido il tubo e rosa-violetto le labbra). Lunghezza del tubo: 9 – 10 mm. Lunghezza del cappuccio: 9 mm. Lunghezza del labbro inferiore: 7 mm. Lunghezza totale: 15 – 20 mm.
- Androceo: l'androceo possiede quattro stami didinami (quelli anteriori sono più lunghi) tutti fertili e inclusi più o meno nella corolla e posizionati sotto il labbro superiore, o appena sporgenti dallo stesso. Il paio di stami posteriori presentano delle escrescenze vicino alla base. I filamenti sono complanari alla base, ma poi sono contorti e ricurvi; sono inoltre adnati alla corolla; possono essere pubescenti. Le antere sono ravvicinate a coppie e sono biloculari. Le teche sono poco distinte e confluenti; la deiscenza è longitudinale. I granuli pollinici sono del tipo tricolpato o esacolpato. Il nettario è ricco di sostanze zuccherine.
- Gineceo: l'ovario è supero formato da due carpelli saldati (ovario bicarpellare) ed è 4-loculare per la presenza di falsi setti divisori all'interno dei due carpelli. La placentazione è assile. Gli ovuli sono 4 (uno per ogni presunto loculo), hanno un tegumento e sono tenuinucellati (con la nocella, stadio primordiale dell'ovulo, ridotta a poche cellule).[13] Lo stilo inserito alla base dell'ovario (stilo ginobasico a consistenza carnosa) è del tipo filiforme ed è incluso nella corolla. Lo stigma è bifido con due lacinie ineguali.
- Fioritura: da maggio a giugno (luglio).

### Frutti
- Il frutto è uno schizocarpo composto da 1 - 4 nucule con forme trigone o obovoidi arrotondate o troncate all'apice; la superficie può essere glabra o ricoperta da peli (semplici o ramificati o densi) all'apice. I frutti spesso rilasciano i semi con facilità (sono fragili).

## Riproduzione
- Impollinazione: l'impollinazione avviene tramite insetti (impollinazione entomogama): ditteri, imenotteri e più raramente lepidotteri.[14][15]
- Riproduzione: la fecondazione avviene fondamentalmente tramite l'impollinazione dei fiori (vedi sopra).
- Dispersione: i semi cadendo a terra (dopo essere stati trasportati per alcuni metri dal vento – disseminazione anemocora) sono successivamente dispersi soprattutto da insetti tipo formiche (disseminazione mirmecoria).[16] Per questo scopo i semi hanno una appendice oleosa (elaisomi, sostanze ricche di grassi, proteine e zuccheri) che attrae le formiche durante i loro spostamenti alla ricerca di cibo.[17]

## Distribuzione e habitat

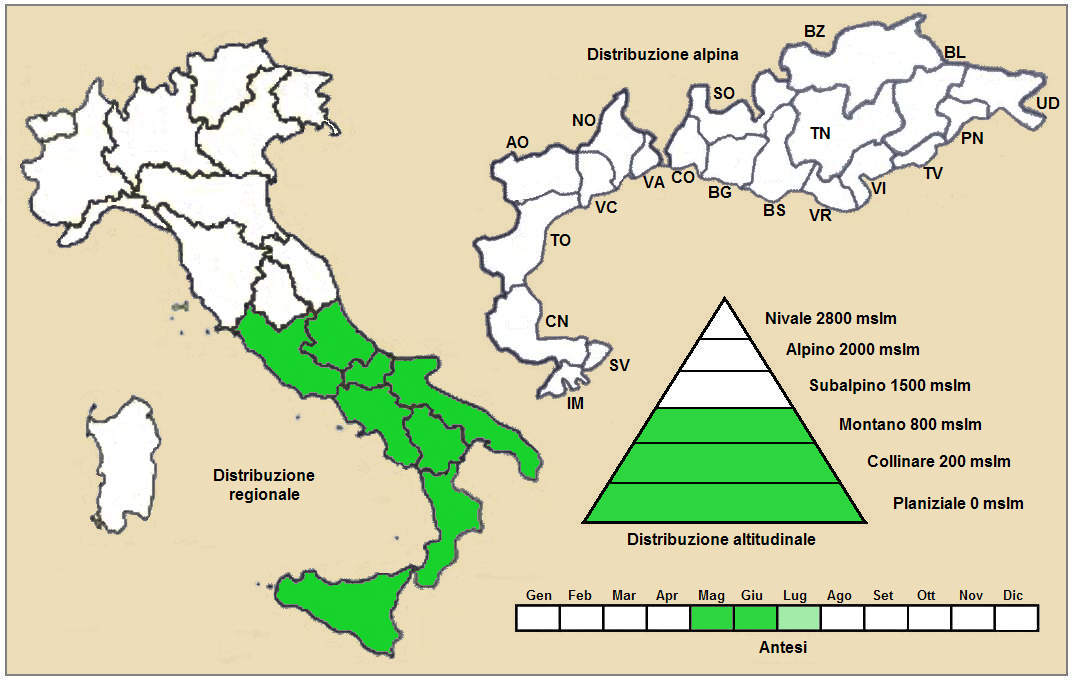
Distribuzione della pianta
(Distribuzione regionale – Distribuzione alpina)

- Geoelemento: il tipo corologico (area di origine) è Steno-Mediterraneo.
- Distribuzione: in Italia si trova comunemente al Centro e al Sud. Nelle Alpi è presente sul versante francese (dipartimenti di Alpes-de-Haute-Provence, Hautes-Alpes, e Drôme). Sugli altri rilievi europei collegati alle Alpi si trova nel Massiccio Centrale, Pirenei e Monti Balcani.[19] Si trova anche nell'Europa meridionale, Transcaucasia, Anatolia, Asia mediterranea e Magreb.[20]
- Habitat: l'habitat tipico per questa pianta sono i pascoli aridi, gli ambienti ruderali e le scarpate. Il substrato preferito è calcareo con pH basico, medi valori nutrizionali del terreno che deve essere arido.
- Distribuzione altitudinale: sui rilievi queste piante si possono trovare fino a 1400 m s.l.m.; frequentano quindi i seguenti piani vegetazionali: collinare e montano (oltre a quello planiziale – a livello del mare).

### Fitosociologia
Dal punto di vista fitosociologico Phlomis herba-venti appartiene alla seguente comunità vegetale:
Formazione: delle comunità a emicriptofite e camefite delle praterie rase magre secche;
Classe: Lygeo-Stipetea
Ordine: Brachypodietalia phoenicoidis
Alleanza: Brachypodion phoenicoidis

## Tassonomia
La famiglia di appartenenza della specie (Lamiaceae), molto numerosa con circa 250 generi e quasi 7000 specie, ha il principale centro di differenziazione nel bacino del Mediterraneo e sono piante per lo più xerofile (in Brasile sono presenti anche specie arboree). Per la presenza di sostanze aromatiche, molte specie di questa famiglia sono usate in cucina come condimento, in profumeria, liquoreria e farmacia. Il genere Phlomis si compone di circa 100 specie gravitanti nella maggioranza dei casi attorno al bacino del Mediterraneo, ma anche nel Nepal, Siberia e Asia Orientale. Di questo genere quattro vivono spontaneamente in Italia. Nelle classificazioni meno recenti la famiglia Lamiaceae viene chiamata Labiatae.

### Filogenesi
In base ai botanici del gruppo Angiosperm Phylogeny Group il genere di questa specie è circoscritto nella tribù Phlomideae Mathiesen che a sua volta è inclusa nella sottofamiglia Lamioideae.Harley.
Il numero cromosomico di Phlomis herba-venti è: 2n = 20.

### Variabilità
La specie di questa voce è variabile nella colorazione (si possono trovare individui scolorati) e nell'indumento più o meno denso. Il seguente elenco indica le sottospecie riconosciute per questa specie:
- subsp. pungens (Willd.) Maire - In questa sottospecie sono presenti dei peli stellati lunghi 0,1 mm; le foglie cauline sono cuneate alla base. Distribuzione: Abruzzo[18], Europa meridionale, Transcaucasia, Anatolia, Asia mediterranea e Magreb.[23]
- subsp. kopetdaghensis (Knorring) Rech.f., 1982
- subsp. lenkoranica (Knorring) Rech.f., 1982 - Distribuzione: Transcaucasia.[24]

### Specie simii
Una specie simile a quella di questa voce è Phlomis italica L., ma il colore della corolla è più roseo e si trova solamente nelle Baleari.

### Sinonimi
Questa entità ha avuto nel tempo diverse nomenclature. L'elenco seguente indica alcuni tra i sinonimi più frequenti:
- Phlomis coriacea St.-Lag.
- Phlomis herba-venti var. angustifolia  K.Koch
- Phlomis herba-venti var. laxiflora  (Velen.) Asenov
- Phlomis herba-venti var. tomentosa  Boiss.
- Phlomis pungens subsp. laxiflora  Velen.
- Phlomis spica-venti  K.Koch
- Phlomis ventosa  St.-Lag.

Sinonimi della sottospecie pungens
- Phlomis herba-venti var. pungens  (Willd.) Schmalh.
- Phlomis mesopotamica  Boiss.
- Phlomis pseudopuogens  Knorring
- Phlomis pungens  Willd.
- Phlomis pungens var. hispida  K.Koch
- Phlomis reticulata  Raf.
- Phlomis seticalycina  Nábelek
- Phlomis taurica  Hartwiss ex Bunge
- Phlomitis pungens  (Willd.) Rchb. ex T.Nees

Sinonimo della sottospecie kopetdaghensis
- Phlomis kopetdaghensis Knorring

Sinonimo della sottospecie lenkoranica
- Phlomis lenkoranica Knorring

## Altre notizie
Il salvione roseo in altre lingue è chiamato nei seguenti modi:
- (DE)  Wind-Brandkraut
- (FR)  Phlomis herbe au vent
- (EN)  Jerusalem Sage